# تیم ملی فوتبال زیر ۱۷ سال غنا
تیم ملی فوتبال زیر ۱۷ سال غنا یا تیم ملی فوتبال نوجوانان غنا نماینده فوتبال کشور غنا در مسابقات نوجوانان آفریقا و بین‌المللی است که زیر نظر اتحادیه فوتبال غنا فعالیت میکند.

## آمار مسابقات

### جام جهانی فوتبال زیر ۱۷ سال
| سال   | عنوان                    | رتبه                     | بازی                     | برد                      | م*                       | باخت                     | گ خ                      | گ ز                      |
| ----- | ------------------------ | ------------------------ | ------------------------ | ------------------------ | ------------------------ | ------------------------ | ------------------------ | ------------------------ |
| ۱۹۸۵  | به مسابقات راه پیدا نکرد | به مسابقات راه پیدا نکرد | به مسابقات راه پیدا نکرد | به مسابقات راه پیدا نکرد | به مسابقات راه پیدا نکرد | به مسابقات راه پیدا نکرد | به مسابقات راه پیدا نکرد | به مسابقات راه پیدا نکرد |
| ۱۹۸۷  | به مسابقات راه پیدا نکرد | به مسابقات راه پیدا نکرد | به مسابقات راه پیدا نکرد | به مسابقات راه پیدا نکرد | به مسابقات راه پیدا نکرد | به مسابقات راه پیدا نکرد | به مسابقات راه پیدا نکرد | به مسابقات راه پیدا نکرد |
| ۱۹۸۹  | دوره اول                 | ۳                        | ۰                        | ۲                        | ۱                        | ۲                        | ۳                        | -۱                       |
| ۱۹۹۱  | فهرمان                   | ۶                        | ۴                        | ۲*                       | ۰                        | ۸                        | ۳                        | +۵                       |
| ۱۹۹۳  | نایب قهرمان              | ۶                        | ۵                        | ۰                        | ۱                        | ۱۴                       | ۳                        | +۱۱                      |
| ۱۹۹۵  | فهرمان                   | ۶                        | ۶                        | ۰                        | ۰                        | ۱۳                       | ۴                        | +۹                       |
| ۱۹۹۷  | نایب قهرمان              | ۶                        | ۴                        | ۱                        | ۱                        | ۱۴                       | ۵                        | +۹                       |
| ۱۹۹۹  | مقام سوم                 | ۶                        | ۴                        | ۲*                       | ۰                        | ۱۹                       | ۵                        | +۱۴                      |
| ۲۰۰۱  | به مسابقات راه پیدا نکرد | به مسابقات راه پیدا نکرد | به مسابقات راه پیدا نکرد | به مسابقات راه پیدا نکرد | به مسابقات راه پیدا نکرد | به مسابقات راه پیدا نکرد | به مسابقات راه پیدا نکرد | به مسابقات راه پیدا نکرد |
| ۲۰۰۳  | به مسابقات راه پیدا نکرد | به مسابقات راه پیدا نکرد | به مسابقات راه پیدا نکرد | به مسابقات راه پیدا نکرد | به مسابقات راه پیدا نکرد | به مسابقات راه پیدا نکرد | به مسابقات راه پیدا نکرد | به مسابقات راه پیدا نکرد |
| ۲۰۰۵  | دوره اول                 | ۳                        | ۰                        | ۳                        | ۰                        | ۳                        | ۳                        | ۰                        |
| ۲۰۰۷  | رتبه پنجم                | ۷                        | ۴                        | ۰                        | ۳                        | ۱۳                       | ۹                        | +۴                       |
| ۲۰۰۹  | به مسابقات راه پیدا نکرد | به مسابقات راه پیدا نکرد | به مسابقات راه پیدا نکرد | به مسابقات راه پیدا نکرد | به مسابقات راه پیدا نکرد | به مسابقات راه پیدا نکرد | به مسابقات راه پیدا نکرد | به مسابقات راه پیدا نکرد |
| ۲۰۱۱  | به مسابقات راه پیدا نکرد | به مسابقات راه پیدا نکرد | به مسابقات راه پیدا نکرد | به مسابقات راه پیدا نکرد | به مسابقات راه پیدا نکرد | به مسابقات راه پیدا نکرد | به مسابقات راه پیدا نکرد | به مسابقات راه پیدا نکرد |
| ۲۰۱۳  | به مسابقات راه پیدا نکرد | به مسابقات راه پیدا نکرد | به مسابقات راه پیدا نکرد | به مسابقات راه پیدا نکرد | به مسابقات راه پیدا نکرد | به مسابقات راه پیدا نکرد | به مسابقات راه پیدا نکرد | به مسابقات راه پیدا نکرد |
| ۲۰۱۵  | به مسابقات راه پیدا نکرد | به مسابقات راه پیدا نکرد | به مسابقات راه پیدا نکرد | به مسابقات راه پیدا نکرد | به مسابقات راه پیدا نکرد | به مسابقات راه پیدا نکرد | به مسابقات راه پیدا نکرد | به مسابقات راه پیدا نکرد |
| ۲۰۱۷  | TBD                      | -                        | -                        | -                        | -                        | -                        | -                        | -                        |
| مجموع | ۹/۱۷                     | ۴۳                       | ۲۷                       | ۱۰                       | ۶                        | ۸۶                       | ۳۵                       | +۵۱                      |

### مسابقات فوتبال زیر ۱۷ سال آفریقا
| سال   | عنوان                    | رتبه                     | بازی                     | برد                      | م*                       | باخت                     | گ خ                      | گ ز                      |
| ----- | ------------------------ | ------------------------ | ------------------------ | ------------------------ | ------------------------ | ------------------------ | ------------------------ | ------------------------ |
| ۱۹۹۵  | فهرمان                   | ۵                        | ۵                        | ۰                        | ۰                        | ۱۶                       | ۱                        | +۱۵                      |
| ۱۹۹۷  | مقام سوم                 | ۵                        | ۳                        | ۰                        | ۲                        | ۹                        | ۶                        | +۳                       |
| ۱۹۹۹  | فهرمان                   | ۵                        | ۳                        | ۱                        | ۱                        | ۸                        | ۳                        | +۵                       |
| ۲۰۰۱  | به مسابقات راه پیدا نکرد | به مسابقات راه پیدا نکرد | به مسابقات راه پیدا نکرد | به مسابقات راه پیدا نکرد | به مسابقات راه پیدا نکرد | به مسابقات راه پیدا نکرد | به مسابقات راه پیدا نکرد | به مسابقات راه پیدا نکرد |
| ۲۰۰۳  | به مسابقات راه پیدا نکرد | به مسابقات راه پیدا نکرد | به مسابقات راه پیدا نکرد | به مسابقات راه پیدا نکرد | به مسابقات راه پیدا نکرد | به مسابقات راه پیدا نکرد | به مسابقات راه پیدا نکرد | به مسابقات راه پیدا نکرد |
| ۲۰۰۵  | نایب قهرمان              | ۵                        | ۳                        | ۰                        | ۲                        | ۷                        | ۵                        | +۲                       |
| ۲۰۰۷  | مقام سوم                 | ۵                        | ۳                        | ۰                        | ۲                        | ۱۱                       | ۵                        | +۶                       |
| ۲۰۰۹  | به مسابقات راه پیدا نکرد | به مسابقات راه پیدا نکرد | به مسابقات راه پیدا نکرد | به مسابقات راه پیدا نکرد | به مسابقات راه پیدا نکرد | به مسابقات راه پیدا نکرد | به مسابقات راه پیدا نکرد | به مسابقات راه پیدا نکرد |
| ۲۰۱۱  | به مسابقات راه پیدا نکرد | به مسابقات راه پیدا نکرد | به مسابقات راه پیدا نکرد | به مسابقات راه پیدا نکرد | به مسابقات راه پیدا نکرد | به مسابقات راه پیدا نکرد | به مسابقات راه پیدا نکرد | به مسابقات راه پیدا نکرد |
| ۲۰۱۳  | مرحله گروهی              | ۳                        | ۰                        | ۲                        | ۱                        | ۲                        | ۷                        | -۵                       |
| ۲۰۱۵  | رد صلاحیت شده            | رد صلاحیت شده            | رد صلاحیت شده            | رد صلاحیت شده            | رد صلاحیت شده            | رد صلاحیت شده            | رد صلاحیت شده            | رد صلاحیت شده            |
| ۲۰۱۷  | نایب قهرمان              | ۵                        | ۲                        | ۲*                       | ۱                        | ۹                        | ۱                        | +۸                       |
| مجموع | ۷/۱۲                     | ۳۳                       | ۱۹                       | ۵                        | ۹                        | ۶۲                       | ۲۸                       | +۳۴                      |